# بیلی هارتیل
بیلی هارتیل (انگلیسی: Billy Hartill; ۱۸ ژوئیهٔ ۱۹۰۵ – ۱۲ اوت ۱۹۸۰) بازیکن فوتبال  اهل بریتانیا بود.
از باشگاه‌هایی که در آن بازی کرده‌است می‌توان به باشگاه فوتبال ولورهمپتون واندررز، باشگاه فوتبال بریستول راورز، باشگاه فوتبال اورتون، و باشگاه فوتبال لیورپول اشاره کرد.